# جاي د. مكارثر
جاي د. مكارثر هو شخصية أعمال كندي، ولد في 25 يونيو 1854، وتوفي في 10 يناير 1927.